# Eunicella pendula
Eunicella pendula är en korallart som beskrevs av Kükenthal 1908. Eunicella pendula ingår i släktet Eunicella och familjen Gorgoniidae. Inga underarter finns listade i Catalogue of Life.